# Saison 2 d'Anger Management
Chronologie
Saison 1
Cet article présente les quatre-vingt-dix épisodes de la deuxième saison de la série Anger Management.

## Synopsis
Charlie Goodson est un ancien joueur de baseball reconverti en thérapeute qui aide ses patients à lutter contre leur colère. Peu conventionnel et souffrant lui aussi de crises colériques, Charlie doit faire face à sa fille souffrant de troubles obsessionnels, des patients hors-du-commun et sa relation ambiguë avec sa meilleure amie et thérapeute, Kate.

## Acteurs principaux
- Charlie Sheen (V. F. : Olivier Destrez) : Charlie Goodson
- Selma Blair (V. F. : Laura Préjean) : Dr Kate Wales, la thérapeute de Goodson (épisodes 01 à 52)
- Laura Bell Bundy : Dr Jordan Denby, la nouvelle thérapeute de Goodson (épisodes 47 à 100)[1]
- Shawnee Smith (V. F. : Véronique Desmadryl) : Jennifer Goodson, l'ex-femme de Charlie
- Daniela Bobadilla (V. F. : Adeline Chetail) : Sam Goodson, la fille de Charlie
- Noureen DeWulf (V. F. : Nathalie Bienaimé) : Lacey, jeune femme riche devant suivre une thérapie
- Michael Arden (V. F. : Stéphane Marais) : Patrick, un membre du groupe de Charlie
- Derek Richardson (V. F. : Jean-François Cros) : Steve Nolan, un patient de Charlie
- Barry Corbin (V. F. : Michel Raimbault) : Ed, un patient de Charlie
- Brian Austin Green (V. F. : Gilduin Tissier) : Sean, le rival de Charlie (invité, épisodes 20, 23 et 28; régulier dès l'épisode 45)[2]

## Acteurs récurrents
- Michael Boatman (V. F. : Loïc Houdré) : Michael, voisin de Charlie
- Brett Butler (V. F. : Danièle Servais) : Brett, la gérante du bar que Charlie fréquente
- Stephen Taylor (V. F. : Laurent Morteau) : Wayne, un patient emprisonné de Charlie
- James Black (V. F. : Sidney Kotto) : Cleo / Derek, un membre du groupe de Charlie
- Darius McCrary (V. F. : Jean-Baptiste Anoumon) : Donovan, un patient emprisonné de Charlie
- Aldo Gonzalez (V. F. : Stéphane Roux (en)) : Ernesto, un patient emprisonné de Charlie
- Martin Sheen (V. F. : Marcel Guido) : Martin Goodson, le père de Charlie
- Steve Valentine (V. F. : Fabien Briche) : Dr Lesley Moore, un ennemi de Charlie
- Katlin Mastandrea : Olivia, la meilleure amie de Sam

## Épisodes

### Épisode 1:Les joies de la famille
- États-Unis : 17 janvier 2013 sur FX
- Canada : 20 janvier 2013 sur CTV[3]
- France : 11 avril 2014 sur Canal+ Séries[4]

- États-Unis : 1,82 million de téléspectateurs[5] (première diffusion)

- Meredith Salenger (Meredith)
- Jen Kober (Little Ed)
- Maggie Crosby (Kim)
- Mary K. DeVault (Ginny)
- Indira G. Wilson (Kayla)
- Noland Ammon (Todd)

### Épisode 2:Le père de Charlie perd la tête
- États-Unis : 17 janvier 2013 sur FX
- France : 11 avril 2014 sur Canal+ Séries[6]

- États-Unis : 1,66 million de téléspectateurs[5]

- Carolyn Hennesy (Barb)
- Mimi Kennedy (Elaine)

### Épisode 3:Charlie et l'ex-patiente
- États-Unis : 24 janvier 2013 sur FX
- France : 11 avril 2014 sur Canal+ Séries[7]

- États-Unis : 1,34 million de téléspectateurs[8] (première diffusion)

- Kate Reinders (Hope)
- Amanda Bearse (Rita)
- Toby Huss (Tom)
- Steve Valentine (Lesley)

### Épisode 4:Charlie et les retraités rebelles
- États-Unis : 31 janvier 2013 sur FX
- France : 11 avril 2014 sur Canal+ Séries[9]

- États-Unis : 1,40 million de téléspectateurs[10] (première diffusion)

- Matt Cedeño (Gonzalo)
- Sally Ann Brooks (Karen)
- Jason Williams (le policier)
- G. Maximilian Zarou (Bob)
- Michael Ouellette (l'ami de Choir no 4)

### Épisode 5:Charlie et Jen remettent ça
- États-Unis : 7 février 2013 sur FX
- France : 11 avril 2014 sur Canal+ Séries[11]

- États-Unis : 0,99 million de téléspectateurs[12] (première diffusion)

- Tom Beyer (Inspecteur de moisissure)

### Épisode 6:Petits mensonges entre patients
- États-Unis : 14 février 2013 sur FX
- France : 18 avril 2014 sur Canal+ Séries[13]

- Stacy Keach (Ray)

### Épisode 7:Charlie sort avec une prof
- États-Unis : 21 février 2013 sur FX
- France : 18 avril 2014 sur Canal+ Séries[14]

- États-Unis : 1,04 million de téléspectateurs[15] (première diffusion)

- Danielle Bisutti (Kristy)

### Épisode 8:Charlie & Cee Lo
- États-Unis : 28 février 2013 sur FX
- France : 18 avril 2014 sur Canal+ Séries[16]

- Cee Lo Green (lui-même)
- April Clark (Vicki)
- DeForrest Taylor (Steve)

### Épisode 9:Charlie expert judiciaire
- États-Unis : 7 mars 2013 sur FX
- France : 18 avril 2014 sur Canal+ Séries[17]

- Rebecca Ann Johnson (Shelley Trahan)
- Ken Lerner (le juge)
- Brian Palermo (le procureur)

### Épisode 10:Dieu, papa et Charlie
- États-Unis : 14 mars 2013 sur FX
- France : 18 avril 2014 sur Canal+ Séries[18]

- Emiliano Díez (prêtre)
- Schuyler Helford (Sateen)

### Épisode 11:Lori en folie
- États-Unis : 4 avril 2013 sur FX
- France : 18 juillet 2014 sur Canal+ Séries[19]

- États-Unis : 1,02 million de téléspectateurs[20] (première diffusion)

- Denise Richards (Lori)
- Bryce Johnson (Mike)
- Gregory Marcel (Eric)
- Shel Rasten (Rocker Dude)
- Michael Masini (Johnny)

### Épisode 12:Charlie torpille Lindsay Lohan
- États-Unis : 11 avril 2013 sur FX
- France : 18 juillet 2014 sur Canal+ Séries[21]

- Lindsay Lohan (Lindsay Lohan)
- Eddie Shin (Director)
- Brian Peck (TMZ Announcer)
- Abigail Wright (Lindsay Lohan's Assistant)

### Épisode 13:Charlie et Lacey s'énervent
- États-Unis : 18 avril 2013 sur FX
- France : 18 juillet 2014 sur Canal+ Séries[22]

- États-Unis : 1,29 million de téléspectateurs[23] (première diffusion)

- Bob Einstein (Hoffler)
- Karen McDougal (Shelly)
- Mike Powers (Chad)

### Épisode 14:Charlie et Kate font du cheval
- États-Unis : 18 avril 2013 sur FX
- France : 18 juillet 2014 sur Canal+ Séries[24]

- États-Unis : 1,13 million de téléspectateurs[23] (première diffusion)

- Jake Rude (Jimmy)

### Épisode 15:Charlie entremetteur
- États-Unis : 25 avril 2013 sur FX
- France : 18 juillet 2014 sur Canal+ Séries[25]

- États-Unis : 0,68 million de téléspectateurs[26] (première diffusion)

### Épisode 16:Charlie et les photos coquines de Kate
- États-Unis : 2 mai 2013 sur FX
- France : 27 juillet 2014 sur Canal+ Séries[27]

- États-Unis : 0,95 million de téléspectateurs[28] (première diffusion)

- Ashley Fink (Donna)
- Carla Jimenez (Kim)
- Ron Ostrow (Bart)
- Jocelyn Ayanna (Missy)
- Lynette DuPree (Shonna)
- Donnell Turner (Handsome Man)

### Épisode 17:Charlie renoue avec le baseball
- États-Unis : 9 mai 2013 sur FX
- France : 27 juillet 2014 sur Canal+ Séries[29]

- États-Unis : 1,13 million de téléspectateurs[30] (première diffusion)

- Don Stark (Principal)
- Marque Richardson (Logan)
- Noland Ammon (Batter)
- Fredericka Meek (Receptionist)
- Marissa Kai Miluk (la sœur de Batter)

### Épisode 18:Le coach de vie de Patrick
- États-Unis : 16 mai 2013 sur FX
- France : 27 juillet 2014 sur Canal+ Séries[31]

- États-Unis : 0,64 million de téléspectateurs[32] (première diffusion)

- Slash (Lester)
- Diana Kyle (Nosy Neighbor)

### Épisode 19:Ménage à trois
- États-Unis : 23 mai 2013 sur FX
- France : 27 juillet 2014 sur Canal+ Séries[33]

- États-Unis : 0,78 million de téléspectateurs[34] (première diffusion)

### Épisode 20:Non rupture pour un non couple
- États-Unis : 30 mai 2013 sur FX
- France : 25 juillet 2014 sur Canal+ Séries[35]

- États-Unis : 1,02 million de téléspectateurs[36] (première diffusion)

- Jim Meskimen (Daniel)
- Maxie Solters (Volunteer #1)
- Rodney J. Hobbs (Volunteer #2)
- Anthony Heath Betts (Bar Patron)

### Épisode 21:Charlie et sa nouvelle thérapeute
- États-Unis : 3 juin 2013 sur FX (Fox)
- France : 1er août 2014 sur Canal+ Séries[37]

- États-Unis : 1,65 million de téléspectateurs[38] (première diffusion)

- Marion Ross (Dr Murphy)

### Épisode 22:Charlie et Kate font une étude sur le sexe
- États-Unis : 6 juin 2013 sur FX

- États-Unis : 1,11 million de téléspectateurs[39] (première diffusion)

- Brian Posehn (Brian)
- Cynthia Sophiea (Manager)
- Kamala Jones (Couple Woman #5)
- Jason-Shane Scott (Couple Man #5)
- Steven Krueger (Ryan Hoggett)
- Christiann Castellanos (Natalie)
- Travis Guba (Couple Man #1)
- Heather Joy Sher (Couple Woman #1)
- Thomas Crawford (Couple Man #2)
- Mary Pat Farrell (Couple Woman #2)
- Corey Affron (Couple Man #3)
- Leslie Connelly (Couple Woman #3)
- Doug Morency (Couple Man #4)
- Eileen Fogarty (Couple Woman #4)

### Épisode 23:Charlie et le gigolo
- États-Unis : 10 juin 2013 sur FX (Fox)

- États-Unis : 1,71 million de téléspectateurs[40] (première diffusion)

- Bruno Amato (policier)
- Nate Shelkey (Trivia Master)
- Jordan Ring (Sex Therapy Couple)
- Kristine Sisco (Sex Therapy Couple)
- Nicole Travolta (Monica)

### Épisode 24:Sexe et déconfiture
- États-Unis : 13 juin 2013 sur FX

- États-Unis : 0,78 million de téléspectateurs[41] (première diffusion)

- Carol Kane (Carol)
- Mircea Monroe (Tracy)
- Brian Gross (Matt)
- Jerry Hauck (le père de Tracy)
- Jennie Kwan (femme)
- Chaley Rose (Barista)
- Geoff Pilkington (Groom)

### Épisode 25:Charlie à l'aéroport
- États-Unis : 20 juin 2013 sur FX

- États-Unis : 0,92 million de téléspectateurs[42] (première diffusion)

- Dana Gould (Todd)
- Rizwan Manji (père indien)
- Richard Moll (Carlos)
- Adam Wylie (Winger)
- Brian Dare (Crew Member)
- Melissa Denton (Breeder)
- Amanda Musso (Gate Agent)
- Jay Brian Winnick (Male Interview Subject)
- April Audia (Announcer)

### Épisode 26:Charlie et la geekette canon
- États-Unis : 27 juin 2013 sur FX

- États-Unis : 1,21 million de téléspectateurs[43] (première diffusion)

- Nicole Travolta (Monica)
- Matt Bush (Kent)
- Robert Gant (Dr Konner)
- Jackie Joyner (inférmière)
- Michael Loftus ($ Man)

### Épisode 27:Liaison fatale
- États-Unis : 11 juillet 2013 sur FX

- États-Unis : 1,09 million de téléspectateurs[44] (première diffusion)

- LeAnn Rimes (Wynona)
- Meghan Falcone (Daley)
- Seth Coltan (Bruce)

### Épisode 28:Coucherie or not coucherie
- États-Unis : 18 juillet 2013 sur FX

- États-Unis : 0,87 million de téléspectateurs[45] (première diffusion)

- Greg Cipes (Canvas)
- Matt Kaminsky (Husband)
- Beth Kennedy (Wife)
- Anthony Heath Betts (Bar Patron)

### Épisode 29:Le délit de fuite
- États-Unis : 25 juillet 2013 sur FX

- États-Unis : 0,84 million de téléspectateurs[46] (première diffusion)

- Schuyler Helford (Sateen)
- John M. Keating (Jack)
- Kristina Anapau (Erica)
- Greg Cipes (Canvas)
- Jeremy Scott Johnson (Dr Higgins)
- Silvia Kal (Hot Girl)
- Anthony Heath Betts (Bar Patron)

### Épisode 30:Charlie ou le professionnel du sexe
- États-Unis : 1er août 2013 sur FX

- États-Unis : 0,98 million de téléspectateurs[47] (première diffusion)

- Schuyler Helford (Satine)
- John M. Keating (Jack)

### Épisode 31:Un ex, c'est mortel
- États-Unis : 8 août 2013 sur FX

- États-Unis : 0,85 million de téléspectateurs[48] (première diffusion)

- Greg Cipes (Canvas)
- Michael James Bell (Photo Shoot Director)
- Chris Chauncey (Hippie Guest)
- Laura Keller (Photo Shoot Assistant)
- Kenny Ridwan (DrHarris)

### Épisode 32:Émeute à la prison
- États-Unis : 15 août 2013 sur FX

- États-Unis : 1,10 million de téléspectateurs[49] (première diffusion)

- Mario Diaz (Prisoner #1)
- Jason Nott (Mario)
- Katherine Von Till (Newscaster)
- Joshua Corley (Prisoner)

### Épisode 33:Charlie et Kate font ça pour l'argent
- États-Unis : 5 septembre 2013 sur FX

- États-Unis : 0,80 million de téléspectateurs[50] (première diffusion)

- Steve Valentine (Dr Lesley Moore)
- Michaela Watkins (Lisa)
- Abby Donnelly (Stacy)
- Courtney Pape (Receptionist)
- Carly Hollas (Girl Mistaken for Dr Stacy)

### Épisode 34:Coup monté
- États-Unis : 12 septembre 2013 sur FX

- Steve Valentine (Dr Lesley Moore)
- Michaela Watkins (Lisa)
- Ash Williams (Tyler)

### Épisode 35:Cure de débauche
- États-Unis : 19 septembre 2013 sur FX

- Tim Bagley (Zac)
- Candace Bailey (Michelle)
- Mark Povinelli (Little Elvis)
- Patrick Cox (Bouncer)
- Jett Dunlap (Jett Rabbit)
- Valentina Ivancenco (Krystal)
- Jack Kalvan (Juggler)
- Tiara Lanai (Maria)
- Shannon McClung (Jack)
- Rebeka Montoya (Carlita)

### Épisode 36:Charlie et l'étudiante
- États-Unis : 26 septembre 2013 sur FX

- Brea Grant (Ellie)
- Shannon McClung (Jack)
- Jeff Bowser (Vet #1)
- Michael D'Amore (Vet #2)
- Scott Monahan (College Student #1)
- Kenzie Caplan (College Student #2)
- Anthony Heath Betts (College Student #3)
- Katherine Von Till (Crazy Woman)
- Rowdy Brown (Frat Guy)

### Épisode 37:La remplaçante de Kate
- États-Unis : 3 octobre 2013 sur FX

- États-Unis : 0,66 million de téléspectateurs[51] (première diffusion)

- John Fleck (Dr Fiedler)
- Nadia Bjorlin (Dr Miller)
- Kevin Austin (Pledge)
- Michael Chandler (Nice Guy)
- Kevin Shacter (Frat Guy)
- Christian Reed (Frat Guy)

### Épisode 38:Accrocs sexuels anonymes
- États-Unis : 10 octobre 2013 sur FX

- États-Unis : 0,68 million de téléspectateurs[52] (première diffusion)

- Gina La Piana (Blake)
- Christopher Gehrman (Meeting Leader)

### Épisode 39:Charlie et l'escort-girl
- États-Unis : 24 octobre 2013 sur FX

- États-Unis : 0,62 million de téléspectateurs[53] (première diffusion)

- Johnny Dowers (Ray James)
- Anna Hutchison (Sasha)

### Épisode 40:Charlie et le diable
- États-Unis : 31 octobre 2013 sur FX

- États-Unis : 0,69 million de téléspectateurs[54] (première diffusion)

- Bob Clendenin (Bob)
- Rebeka Montoya (Carlita)
- Tuc Watkins (Jeff)
- Lorin McCraley (Otto)
- Davis Desmond (Kid)
- Kevin Joy (Quinn)
- Gibson Bobby Sjobeck (Kid)

### Épisode 41:La guerre des ex
- États-Unis : 7 novembre 2013 sur FX

- Andy Mientus (Andy)

### Épisode 42:Pauvre, pauvre Lacey
- États-Unis : 14 novembre 2013 sur FX

- États-Unis : 0,82 million de téléspectateurs[55] (première diffusion)

- Meera Simhan (Mira)

### Épisode 43:Charlie reperd sa virginité
- États-Unis : 21 novembre 2013 sur FX

- Gina Gershon (Mandy)
- Meera Simhan (Mira)
- Andy Mientus (Andy)

### Épisode 44:Charlie se sacrifie pour la science
- États-Unis : 5 décembre 2013 sur FX

- États-Unis : 0,65 million de téléspectateurs[56] (première diffusion)

- Kim Shaw (Vanessa)
- Chip Chinery (Jimmy)
- Gary Kraus (Burly Man)

### Épisode 45:Quand Lacey débarque chez Charlie
- États-Unis : 12 décembre 2013 sur FX

- Odette Annable (Jamie)
- Gail Borges (Judge Reynolds)
- Tauvia Dawn (Kiana)
- Greta Jung (Quan)
- Tiffany Daniels (Janelle)
- Marie Michel (Kelli)
- Brooke Peoples (Janice)
- Rachele Brooke Smith (Chelsea)

### Épisode 46:Charlie dans de beaux draps
- États-Unis : 19 décembre 2013 sur FX

- Anna Hutchison (Sasha)
- Briana Lane (Celeste)
- Margarita Franco (Woman)

### Épisode 47:Pyjama Party
- États-Unis : 23 janvier 2014 sur FX

- États-Unis : 1,08 million de téléspectateurs[57] (première diffusion)

- Ron West (Dr Russell)
- George Wyner (Dr Richter)
- John Duff (Bank Security Guard)
- Gary Rubenstein (Dr Jewsenheemer)
- Suzanne Whang (Bank Teller)
- Lori Hall (Bank Operator Voice)

### Épisode 48:Charlie case Jordan avec un tueur
- États-Unis : 30 janvier 2014 sur FX

- États-Unis : 0,75 million de téléspectateurs[58] (première diffusion)

- Meera Simhan (Mira)
- Tracey Evans (Prison Board Member)
- Barry Livingston (Prison Board Member)

### Épisode 49:Charlie et les jumelles
- États-Unis : 6 février 2014 sur FX

- États-Unis : 0,73 million de téléspectateurs[59] (première diffusion)

- Schuyler Helford (Sateen)
- Angela Landis (Salesgirl)
- Andrew Klasnic (Shirtless Guy)

### Épisode 50:Charlie et Sean se battent pour une fille
- États-Unis : 27 février 2014 sur FX

- États-Unis : 0,72 million de téléspectateurs[60] (première diffusion)

- Masiela Lusha (Molly)
- John Ennis (Balloon Guy)

### Épisode 51:Charlie et la dernière tentation
- États-Unis : 6 mars 2014 sur FX

- États-Unis : 1,04 million de téléspectateurs[61] (première diffusion)

- Eugenio Derbez (Eugene)
- Duncan Bravo (Hindu Cleric)
- Dominic Rains (Mahesh)
- Cody Chappel (Worker)
- D'Arcy Fellona (Woman)

### Épisode 52:Charlie et la latina caliente
- États-Unis : 13 mars 2014 sur FX

- États-Unis : 0,74 million de téléspectateurs[62] (première diffusion)

- Ana de la Reguera (Livi)
- Cheech Marin (Hector)
- Soledad St. Hilaire (Carmen)

### Épisode 53:Troubles obsessionnels affectifs
- États-Unis : 20 mars 2014 sur FX

- États-Unis : 0,88 million de téléspectateurs[63] (première diffusion)

- Kevin Dobson (Dr Cameron)
- Carla Gallo (Shannon)

### Épisode 54:Charlie se fait évaluer
- États-Unis : 27 mars 2014 sur FX

- États-Unis : 0,67 million de téléspectateurs[64] (première diffusion)

### Épisode 55:Charlie et Jordan direction la prison
- États-Unis : 3 avril 2014 sur FX

### Épisode 56:Charlie et la putain repentie
- États-Unis : 10 avril 2014 sur FX

### Épisode 57:Jordan fait son Charlie
- États-Unis : 17 avril 2014 sur FX

### Épisode 58:Charlie passe la nuit avec Lacey
- États-Unis : 24 avril 2014 sur FX

### Épisode 59:Charlie se tape la copine d'un détenu
- États-Unis : 1er mai 2014 sur FX

### Épisode 60:Charlie et la fliquette de choc
- États-Unis :

### Épisode 61:Charlie, Lacey et le plombier sexy
- États-Unis :

### Épisode 62:Séquence parentale
- États-Unis :

### Épisode 63:Charlie et la sœur déviante de Sean
- États-Unis :

### Épisode 64:Devine qui vient coucher ce soir?
- États-Unis :

### Épisode 65:Le génie de la boîte de strip
- États-Unis :

### Épisode 66:Charlie et l'opération intégrationn
- États-Unis :